# Lysiloma candida
Lysiloma candida är en ärtväxtart som beskrevs av Townshend Stith Brandegee. Lysiloma candida ingår i släktet Lysiloma och familjen ärtväxter. Inga underarter finns listade i Catalogue of Life.